# 소선규
소선규(蘇宣奎, 1903년 11월 30일 ~ 1968년 8월 17일)는 대한민국의 정치인, 공무원이다. 해방 직후 초대 서울 동대문구 구청장을 지냈고, 서울특별시 승격 직전의 서울시 부시장직과, 부시장을 행정장관으로 직제를 조정할 때 부시장급인 서울특별시 행정장관을 역임했다. 2, 3대 민의원의원과, 5대 참의원의원, 6대 국회의원을 역임했으며 경제통이었다. 한국민주당과 민주국민당의 창당 발기인이며, 호헌동지회와 민주당, 신민당의 창당 과정에도 참여하였다.
군소정당으로 전락한 민주국민당 소속 야당의원으로서 의회 회기에 반드시 참석하여 입안발의, 발언을 하였다. 1965년 한일기본조약 비준 때 야당 의원으로서 찬성 발언을 했다가 다른 야당인사들로부터 공격을 당하고 정치에 흥미를 잃게 되었다. 형은 변호사 소완규, 차남은 정치학 박사이며 외교관인 소진철이다. 호는 계산(桂山), 본관은 진주(晋州)이고, 전라북도 익산 출신이다. 간재 전우(田愚)의 문인이다.

## 생애

### 초기 활동
1903년(광무 6년) 11월 30일 전라북도 익산군 팔봉면 용제리(후일의 익산시 팔봉동)에서 소휘창(蘇輝昌)의 아들로 태어났다. 그의 집안은 익산의 지주 가문이었다. 출생지는 전라북도 익산이었지만 후에 경성으로 본적지를 옮겼다. 형 소완규(蘇完奎)는 변호사였는데 일본에 유학하여 니혼 대학 법과 출신이며 1933년부터 변호사를 개업하여 활동하였다. 나혜석이 최린을 상대로 낸 위자료 청구 소송 당시 나혜석의 담당 변호사이기도 했다. 형 소완규는 미 군정시기에 법무부 차장을 역임했지만 6.25 전쟁 중 실종되었다. 조카 소진탁(蘇鎭琸)은 의사였다.
어려서 부안군 계화도에 가서 성리학자 간재 전우(田愚)의 문하에서 글과 학문을 배우다가 나중에 일본 유학, 후쿠시마고등상업학교(福島高等商業學校)를 다녔다. 일본 유학 중 일시 귀국하여 1925년 8월 13일 이리공립보통학교에서 익산유학생회를 창립, 조직하는데 참여하고 간사로 활동했다. 8월 23일에는 이리 지역의 강연회에서 조선의 장래 라는 주제로 강연회의 연사로 참여했다. 1929년 후쿠시마고등상업학교를 졸업하였다.

### 관료 생활
귀국 후 관료가 되어 1929년 경성부속이 되었다. 1930년에는 경기도 용인군속으로 전임되었다가 1936년 다시 경성부로 전보, 경성부 부속이 되어 경성부 서무국 서무과에서 1941년까지 근무했다.

### 해방 직후 활동

#### 동대문구청장
광복 직후 일본인 구청장이 근무지를 이탈해버리자, 동대문에 있던 그는 동대문구청장에 추대되어 동대문구의 치안과 행정을 담당하고 혼란을 수습했다. 9월 2일에는 윤보선, 김준연, 장덕수, 송진우, 유진산, 윤치영 등과 함께 경성 동아일보사 소유 건물에서 한국민주당의 창당 조직에 참여하였다.

#### 서울시 부시장 재직
1946년 10월 26일 김형민 서울시장에게 발탁되어 서울특별시 부시장에 임명되었다. 11월 22일에는 서울특별시가 경성부에서 서울특별시로 승격되자, 시 승격 기념식장에서 헌장 7장 56조를 상세히 설명하였다. 11월 30일 서울시 부시장 재직 중 부시장 명칭을 행정장관으로 바꾸었지만 계속 유임되었다.
1947년 5월 28일 서울시청에서 재난 구호단체인 전재동포원호회 서울시지부가 조직되자, 그가 위원장에 추대되었다. 10월 28일 서울시청 공영국장 주낙운(朱洛雲)이 독직 사건으로 사퇴하자 12월 말일까지 임시로 공영국장직도 겸직하였다. 그는 서울연료회사의 주주였는데, 1948년 1월 서울연료회사의 경영 관련 말썽이 생겨 임원진이 사퇴하자, 그는 서울연료회사의 새 중역 선출 전형위원의 한 사람으로 참여하여 1월 24일 서울시청 회의실에서 연료회사 신임 임원을 선출했다. 1월 29일 서울연료회사의 취체역 회장에 선출되었다.
1947년에는 장면의 발의로 공창제폐지 운동이 확산되자, 11월 25일 김형민 공창제폐지 대책위원회 서울시지회를 조직하고 위원장에 김형민, 부위원장에 조경식(趙京植) 등과 함께 공동으로 선출되었다. 공창제 폐지 운동은 1948년 7월 17일 제헌헌법 제정 때까지 전국적으로 계속되었다.

#### 제헌의원 낙선
1948년 4월 11일 5.10 제헌 국회의원 총선거에 출마하기 위해 서울시 부시장직을 사퇴하였다. 동시에 서울연료회사 회장직도 사퇴했다. 그러나 5월 10일 제헌 국회의원 총선거에서 한민당 공천으로 익산을구에 입후보했다가 낙선하였다. 한때 서울특별시의 청소 용역 대행업체 운영을 추천받았지만 거절했다.
공천 낙선 이후 일반 회사에 취직하여 회사원으로 근무하다가 사직서를 쓰고 제2대 국회에 입후보했다. 1950년 5월 10일 제2대 민의원 선거에 민주국민당 공천으로 익산갑구에 출마하여 5월 30일 당선되었다.

### 민국당 조직 활동과 6.25 전쟁
1950년 6월 24일 조선호텔에서 이청천, 신익희 등과 함께 민주국민당 원내교섭단체를 조직했다. 6월 25일 6.25 전쟁이 터지자 개회한 제5차 임시 국회에서 쌀 등 식량의 삼합 배급을 11월 말일까지 해줄 것과 대책위원회의 대책안을 국회표결에 회부하고 동 위원회로 하여금 구체적으로 작성하여 입안할 것을 건의하였다. 제2대 국회 개원과 동시에 그는 제2대 국회 상공위원장에 선출되었다.
국민방위군 사건이 문제가 되자 그는 1951년 4월 26일 국회 제64차 본회의에서 서민호, 엄상섭, 이종영, 조광섭의원 등과 함께 국민방위군 사건 책임자 처벌과 할복사죄를 촉구하였다. 1951년 6월 인구 10만 이상의 대도시에는 중앙도매시장을 의무적으로 개설케 하여 중간상인의 과도한 이익 창출을 막는 중앙도매시장 법안을 남송학, 김영선 등과 함께 국회에 상정했다. 12월 1일에는 비공개리에 진행된 내무부 경비 등 예산안 보유 심의 당시 예산삭감안이 결정되었으나, 그는 이를 맹렬하게 반대하여 무산시켰다.
당시 민주국민당은 김성수, 신익희, 윤보선, 조병옥 등의 명망가들이 지도했지만 원내 의석은 25석 밖에 되지 않았다. 그는 자주 발언, 발의하는데 참여하여 투사형 야당인 이미지를 각인시켰다.

### 2대 국회 활동

#### 2대 국회 전반기 활동
1952년 2월 18일 벽보사건 국회 진상대책위원회의 민주국민당몫의 대책위원으로 선출되었다.
1952년 5월 14일에는 서민호의원의 서창선 대위 사살 사건에 대해 시체의 위치 문제에 대한 의혹과, 시체를 의문이 있으면 재부검을 하는데 왜 화장하였는가를 질의하였다. 6월 13일에는 제75차 본회의 국회의원 전원 중 50명 만이 참석했을 때 참석, 대통령의 임기 개정 문제를 놓고 조봉암, 이재형, 박성하 등 참석 의원들과 함께 논의하였다. 이때 초대 대통령 이승만의 임기 시작을 당선일인 7월 20일부터로 계산하느냐 취임 수락을 발표한 7월 24일부터냐로 논할 때 7월 24일설을 지지하였다. 1952년 6월 1일 신중목 의원의 석방결의안을 제출하여, 82대 0으로 통과되었다. 7월 17일에는 소선규 대표발의 외 10인으로 대통령선거법 수정안을 발표하여 통과되었다. 8월 24일에는 지방분여세 통과에 대한 질의를 하였다. 9월 11일에는 농림위원회가 제시한 농지개혁법안을 놓고 찬반이 나뉠 때 찬성표를 던졌다. 8월에는 중석불 사건을 두고 집중 질의하였다. 10월 17일에는 이윤영의 총리 인준안에 대해 내각 조각을 위해서는 동의해야 한다는 입장을 밝히면서도, 국회의 내각 불신임은 곧 대통령에 대한 불신임도 되고, 대통령은 임기 4년을 보장하지만 책임을 지지 않을 수는 없다고 밝혔다.
1952년 11월 13일 상공회의소법을 대표발의하였다. 11월 20일 민주국민당 당 상무부서장 선출에서 당 외정책위원회 정책위원에 선출되었다.

#### 2대 국회 후반기 활동
1953년 1월 29일의 2대 민의원 후반기 각 분과위원회 선출시 상공위원회 소속이 되었다. 2대 민의원 하반기 상공위원회 위원장 선출에 태완선(太完善) 등과 경합하였다. 2월 8일 민주국민당 의원부 대표 임흥순이 국회 국방위원장이 되면서, 그가 민주국민당 의원부 대표에 선출되었다. 11월 27일 민국당 중앙당 각 부서 선출시 선전부 위원이 되었다. 그밖에도 2대 민의원에서 그는 안건이 발의되면 참석하여 질의, 의사발표, 안건 제출 등에 반드시 참여하였다.
1953년 3월 25일 제39차 본회의에서 농림부 운영자금 관련 안건을 제출하였으나, 농림부가 불출석하자 초근목피, 아사자 속출을 들어 정부측의 태도 무성의를 질의하였다. 4월 1일 각 부서 예산편성 시 신성모 국방부장관에게 미국 워싱턴에는 무기원조 승낙을 받으면 국무회의에서 결정해서 예산을 세우고, 국회의 승인을 얻는다 하면서 국방부 예산을 국회 동의 없이 다 썼느냐고 추궁하였다. 7월 7일에는 국회 내무위에 7월 3일의 민국당 당사 습격 사건 진상규명을 입안하였다. 그는 민국당 당사 습격건에 대해, 민국당은 반공청년 석방을 지지하였는데도 반공청년 석방을 반대하는 민국당 타도라는 구호를 문제제기하였다. 7월 27일에는 민주국민당 탈당 의원이 급증하자, 김도연, 최두선 등과 함께 대통령 이승만을 찾아가 야당 보존책에 대한 대책을 논의하였다. 9월 24일 국회에서 열린 정국은 사건 조사특위 구성안 의결과 관세법 중 개정안 처리 의결에 참석, 면세범위를 대형 선박과 항공기 재료에만 한정하지 말고, 중소기업 중 대중적 생필품을 만드는 분야까지 확대시킬 것을 제안하였다. 10월 10일 민주국민당 상무집행위원회 전당대회에서 당 혁신발전연구위원회 위원에 선출됐다.
1953년 5월 28일 휴전회담 당시 대한민국 국회 측 대표단을 선발할 때 민주국민당 몫의 대표로 선출, 대표단 단장인 윤치영 민의원부의장 등과 함께 바로 회담장에 도착, 6월 26일까지 미국과 UN, 북한의 휴전협정 체결을 국회 대표단 자격으로 참관하였다. 5월 30일에는 윤치영, 임흥순, 곽상훈 등 국회 대표단 중 9인과 함께 문산평화촌 판문점에서 UN측 대표인 미국 육군 중장 해리슨 중장을 면담하였다.
1953년 11월 10일의 민의원 임시회에 참석, 11월 15일 54년도 양곡수급계획과 매상가격 동의안 등이 회부되지 않는 것을 국회 농림위에 문제제기하였다. 11월 17일 양곡 가격에 대해 농림부장관 등에게 문제 제기를 하였다. 1954년 1월 25일 민의원에서 민의원의원 입후보 연고지제 개정안 발표에 참여했으나, 부결되었다. 그는 개표혼합제를 대안으로 세웠지만 역시 부결되었다.
1954년 2월 19일 민의원 본회의에서 형사소송법 26장 474개조항 부칙구조를 놓고 표결에 들어가자 그는 본 법심의에는 법률에 대한 전문지식이 필요하여 질의를 해도 답할 사람이 없음을 들어 대체토론 후 표결로 정하자고 하여 그대로 통과되었다. 1954년 3월 24일 민의원 제39차 본회의에 참석하여 공무원처우개선금 등 97억환의 예산을 통과하는 추가예산수정안 표결에 참석하고 기획처장에게 질의하였다. 4월 5월 10일의 제3대 국회의원 총선거에 민주국민당 공천으로 익산 을구에 입후보, 5월 22일 당선되었다.

### 3대 민의원 활동
3대 민의원에서는 국회 상공분과위원장이었고, 동시에 민의원 교통체신위원회 위원이었다. 1954년 김성수, 신익희, 조병옥, 조봉암, 김도연, 김준연, 장면, 윤보선 등과 함께 호헌동지회 결성에 참여하였다. 동시에 그는 자유당의 개헌안 반대 운동에도 적극 참여하였다.
1954년 6월 11일 제3대 민의원 제24차 본회의에 참석, 원내교섭단체 설치를 놓고 자유당은 12일 구성안을 제시하자 그는 15일 구성안을 제시하였다. 6월 23일 총리 부재 중 국회에서 개최된 내각 신임안 결의에 참석하였다. 6월 29일에는 정부 내각 신임표결에 참석하여 새 내각에 대한 불신임을 결의해야 한다고 발언했다. 8월 9일부터 8월 11일의 민의원 본회의 대정부 질의에서는 경찰 인원 수가 평화시의 3배 이상 증원되어 있다며 경찰 인원수의 감축을 촉구했다.
8월 26일 전국 물가가 2배 인상되고, 전철, 철도 요금이 90%가 인상되자 송방용, 조경규, 조순의원 등과 함께 물가 인상 반대 및 국영시설, 관영시설 요금인상 반대를 촉구하였다. 8월 27일에는 조재천, 권중돈, 유진산 등과 함께 이기붕을 면담하여 개헌안에 대한 협상을 토론하였으나 의견일치를 못보고 돌아왔다. 9월 1일 민의원 정부기구간소화추진 대책위원회를 소집하고, 심의 후 민의원 행정기구간소화특별위원회를 설치한 뒤 위원장에 선출되었다.
1954년 9월 17일 민의원 46차 본회의에 참석하여 농민의 임시토지수득세법중개정법안(국회 재경위안) 통과와 제세법개정안, 민의원 국방위와 외무위에서 제출한 미군 일부 철수 반대결의안 표결에 참석하고 모두 동의하였다. 그는 주한미군 철수 논의가 미국의 여론, 학계에서 제기되자, 미군철수반대전국위원회 조직에 참여하였다. 9월 15일에 국회의사당에서 조직되고, 임흥순, 오재영, 유진산 등과 함께 민주국민당측 총무로, 자유당측 총무 윤치영 등과 함께 공동총무로 선출되어 주한미군 철수 반대 범국민운동을 추진했다. 그해 12월 말 미국 연방정부에서는 주한미군 철수 계획은 당분간 없다는 뜻을 재확인시켜주었다.
10월 17일에는 대통령 선거 관련 개헌안의 반대측 대표의사로 발표하였다. 10월 7일에는 개헌안 반대 관련 연사로 지방을 돌아다녔다.
10월 25일 민의원 61차 본회의에서 백남식의원과 함께 수복지구 예산 삭감을 추궁했다가 국회 내에서 고성이 오가고 하자 의장 곽상훈이 산회를 선언했다. 10월 26일에도 야당 의원을 비판하는 자유당 의원에 맞서 이철승의원 등과 함께 발언취소를 요구하였다. 10월 30일에는 한국 대표단이 네루 인도 수상을 면담할 장소가 아닌 뉴델리에 30분간 체류한 것과, 뉴델리 밀회 사건을 폭로한 함상훈을 당에서 제명한 일에 대해 의혹을 제기하였다. 11월 15일에는 당시 각종 폭로와 구호가 삐라, 벽보 등으로 확산되자 내무부장관과 지방경찰의 직무수행을 추궁하였다.
1954년 11월 4일부터는 함상훈의 뉴델리 밀회 의혹 제기 관련 함상훈, 김동성 등을 국회로 소환해 질의, 청취하였다. 이때 그는 민중자주연맹의 이름으로 게시된 유인물을 입수해 왔다.
11월 15일의 민의원에서는 민주당을 규탄하는 삐라, 벽보가 계속 발견되자, 내무부에서 지방 행정기관에 개헌 지지를 독려하지 않았는가를 추궁하였다. 11월 27일 정부 개편과 개헌에 대한 반대 의사를 발표했다. 11월 30일 자유당의 헌법 개정 추진에 반발, 장택상, 조병옥, 곽상훈, 유진산 등과 함께 국회 위헌대책위원회를 조직하고 위원에 선임되었다. 12월 13일 국회 62차 본회의에서 백두진 내무부장관 불신임 결의안과 갈홍기 공보처장 파면결이안을 9명의 다른 의원들과 함께 대표발의하였다. 그러나 12월 15일 민의원 표결에서 부결되자 항의발언을 하였다.
12월 5일 호헌동지회의 각 분과부서를 선임할 때 임흥순, 이인 등과 함께 호헌동지회 운영위원회 위원에 위촉되었다. 12월 30일 신당결성촉진위원회가 결성되자, 재무간사에 위촉되었다. 신당결성위원회에서는 문호 개방을 결정했지만 그대로 성사되지는 못했다.
1955년 민주당 창당 시에는 당 정책위원회 위원장에 선출되었다.

### 참의원의원
1958년의 4대 민의원의원 선거에서는 낙선하였다. 1960년 4·19혁명 후의 7·29 선거에서는 참의원의원에 입후보하여 당선되었는데 전국 최고 득표율이었다. 참의원이 구성되자 바로 부의장에 선출되었다. 그는 민주당 구파로 활동했는데, 통합유지측인 신파의 의견에 반대하여 김도연, 유진산 등과 함께 구파 입장에 서서 분당론을 내세웠다.
1961년 5·16 군사정변으로 국회가 해산되었다. 1963년 6대 국회의원 총선거에 자유민주당 전국구 후보로 입후보하여 당선되었다.

### 생애 후반
과거 민주당 구파계열 내부에서도 윤보선, 유진산 등을 대표로 하는 진산계에 반대하는 인사들이 소선규, 김도연을 중심으로 뭉쳐 계산계를 형성하였다. 구파 내부에서도 의견 일치가 되지 않았고, 일각에서는 구파와 다른 파벌, 이범석, 장택상 등 자유당계까지 통합하려는 움직임이 있었지만 합의를 얻지 못했다.
1964년의 한일협정 당시, 윤보선, 이범석, 박순천, 장택상 등 야당 지도자들 주도로 한일협정 반대에 참여하기를 거부했다. 학생 운동가들의 동참으로 한일 협정 반대운동이 벌어졌지만 그는 참가하기 거부했다. 그는 일본이 과거 적국이기는 하지만 장기적인 안목으로 보아 필요하면 협정을 받아들여야 된다고 주장했고, 자신의 소신을 굽히지 않다가 다른 야당 인사들로부터 공격을 당했다. 1967년 2월 4일 민중당에 입당하였다가 2월 13일 신민당으로 입당하였다. 그러나 점차적으로 정치에 흥미를 잃게 되었다.
그는 오랫동안 위장병을 앓아왔다고 한다. 1967년의 제7대 국회의원 총선거를 앞두고 신민당 공천에서 탈락하고 신민당 탈당을 하였다.
1968년 8월 17일 오전 7시경 서울 권농동 92-1 자택에서 위장병과 담낭질환과 암으로 사망했다. 사후 시신은 전라북도 익산군 왕궁면 용화동 선산에 안장되었다.

## 연보
- 일본 후쿠시마고등상업학교 졸업
- 1945년 경성부 동대문구청장(해방 직후)
- 1946년 10월 11일[4][5] ~ 1946년 11월 29일, 서울특별시 부시장
- 1946년 11월 30일 서울시 행정장관
- 민주국민당 민의원의원
- 국회 헌법위원회 위원
- 국회 상공위원장
- 민주당정책위원회 의장
- 1960년 5월 참의원의원, 민주당
- 참의원부의장
- 자민당 창당위원장
- 자민당 최고위원
- 1948년 5월 10일 : 제헌 국회의원(전북 익산갑) 낙선
- 제2대, 제3대 민의원의원
- 제5대 민의원의원
- 제6대 국회의원
- 1967년 제7대 국회의원 선거 당시 신민당 공천에서 탈락

## 가족 관계
- 아버지 : 소창휘(蘇輝昌)
  - 형 : 소완규(蘇完奎, 1902년 8월 19일 ~ ?)
  - 형수 : 박성정(朴聖貞, 1909년 12월 ~ ?)
    - 조카 : 소진탁(蘇鎭琸, 1920년 ~ 2016년 12월 31일), 의사, 연세대학교 의과대학 기생충학 교수
      - 종손 : 소의영, 아주대학교 의대 교수

    - 조카 : 소진명(蘇鎭明, 1934년 ~ )
    - 조카딸 : 소인경(蘇仁京)
- 부인 :
  - 아들 : 소진철(1930년 ~ ), 원광대 정치외교학과 교수 역임

## 같이 보기
- 한국민주당
- 민주국민당
- 민주당
- 신민당
- 소완규
- 소진철
- 소진탁
- 유진산
- 윤보선
- 김도연
- 김준연

## 역대 선거 결과
|  | 32.23% |

|  | 21.95% |

|  | 42.46% |

|  | 46.87% |

|  | 8.1% |

## 소선규를 연기한 배우
- 1993년 박영목 - (제3공화국) MBC 드라마

## 참고 자료
- 소선규 - 대한민국헌정회
- “前參議院副議長 蘇宣奎씨 別世” (PDF). 한국일보. 1968년 8월 18일. 7면면. 2008년 4월 14일에 확인함.[깨진 링크(과거 내용 찾기)]

| 전임 임홍재 | 제2대 서울특별자유시 부시장 1946년 10월 11일 ~ 1946년 11월 29일 | 후임 (서울특별시 행정장관)소선규 |

| 전임 소선규 (서울특별시 부시장) | 서울특별시 행정장관 1946년 11월 30일 ~ 1948년 4월 11일 | 후임 이석기 |

| 전임 미즈하라 요코(瑞原世甲) (조선총독부 동대문구장) | 제1대 경성부 동대문구청장 1945년 8월 15일 ~ 1946년 11월 29일 | 후임 서윤석 |